# Eriostethus samoanus
Eriostethus samoanus är en stekelart som först beskrevs av David Timmins Fullaway 1938. 
Eriostethus samoanus ingår i släktet Eriostethus och familjen brokparasitsteklar. Inga underarter finns listade i Catalogue of Life.